# 星沙駅
星沙駅（せいさえき）は、中華人民共和国湖南省長沙市長沙県にある3号線の駅である。

## 駅構造
- 島式ホーム1面

## 駅周辺
- 長沙県政府
- 星沙大道
- 星沙中学
- 封刀嶺社区